# Lhardy

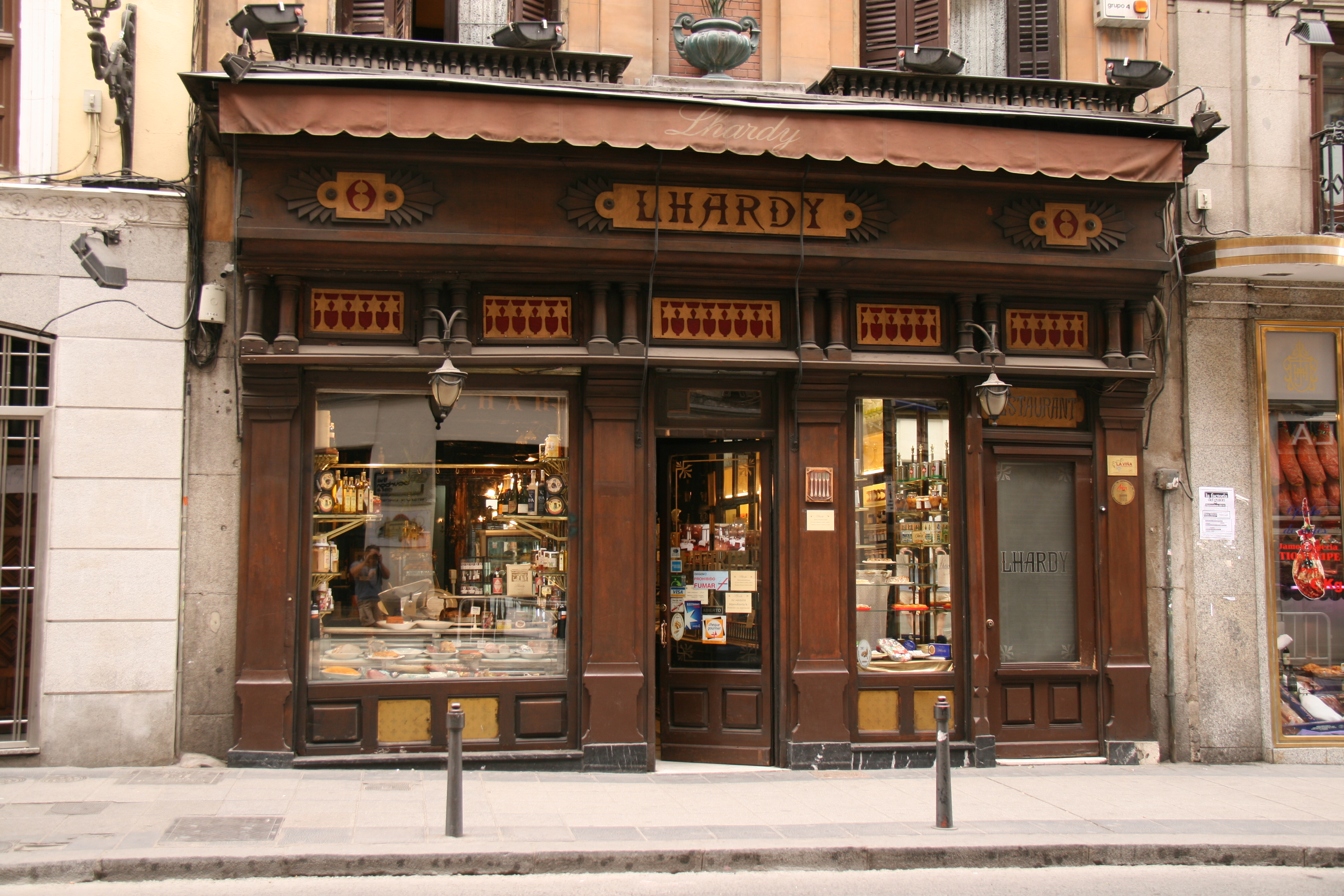
Puerta de caoba antillana del exterior del restaurante, realizada por el decorador Rafael Guerrero en 1885.

Lhardy es un restaurante ubicado en pleno centro de Madrid (Carrera de San Jerónimo n.º 8). Fundado en el año 1839 por el francés Emilio Huguenin Lhardy, es considerado uno de los primeros y más antiguos restaurantes de Madrid.
El local abrió como pastelería y, poco a poco, fue ofreciendo comidas. En la actualidad funciona, por una parte, como tienda (planta baja) que ofrece además de pasteles, fiambres, quesos y platos preparados para llevar; y, por otra parte, como restaurante con varios salones.
Desde los inicios es famoso el consomé servido en el samovar, a modo de auto-servicio, que está situado en el interior de la tienda (a la izquierda). El restaurante también ofrecía servicios de cáterin de alto standing a los hoteles y para las celebraciones de la alta sociedad.

## Historia

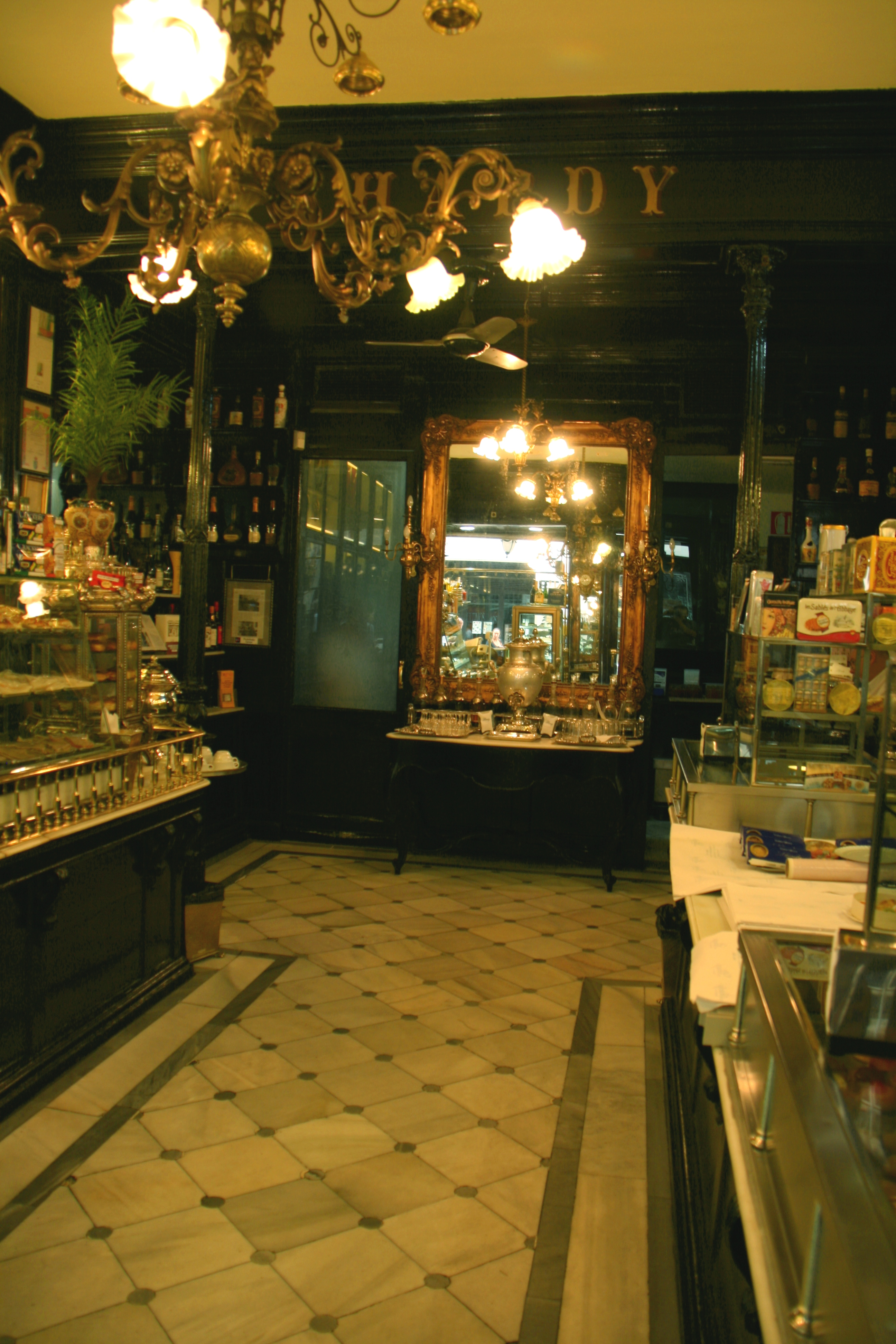
Interior de la tienda donde se puede apreciar el samovar y el espejo isabelino del fondo.

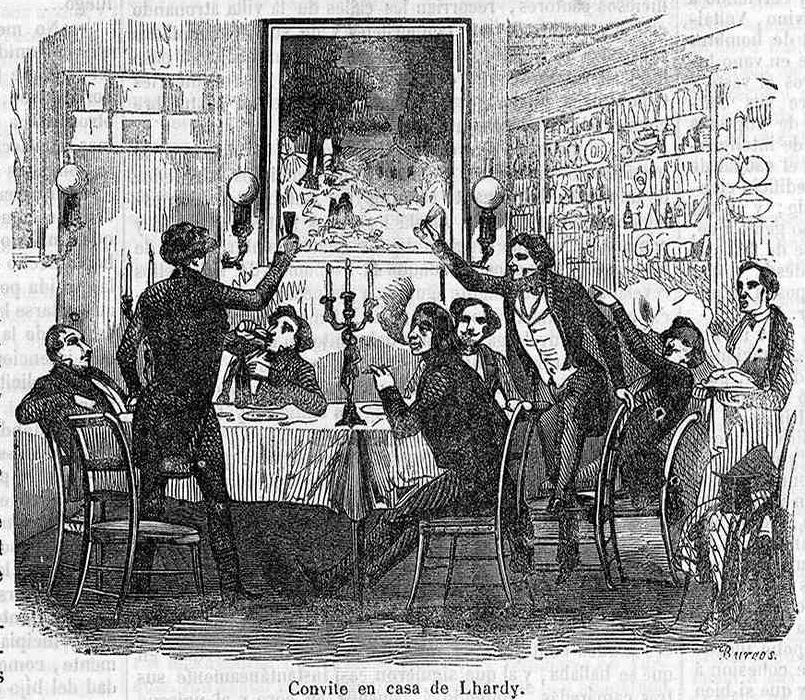
Convite en casa de Lhardy, Nochebuena de 1846, en La Ilustración.

### Los inicios: una pastelería
A comienzos de siglo XIX, Émile Huguenin de Montbéliard era un joven pastelero que, tras aprender este oficio en Besançon, mejoró sus conocimientos de cocina en París, trasladándose luego a la capital de la región de Aquitania. Se desconoce cómo Huguenin pasó a llamarse «Emilio Lhardy»; quizás inspirado por el Café Hardy de París.
En Burdeos, Huguenin conoció a muchos de los exiliados españoles que habían huido de la venganza del Rey Felón tras el Trienio Liberal (1820-1823). También en esta villa francesa hace amistad con Prosper Mérimée; parece que fue este escritor francés quien le sugirió montar un restaurante en Madrid.
Así, en 1839, siendo reina gobernadora María Cristina, Huguenin abrió un establecimiento —que llegaría a ser mítico— en la carrera de San Jerónimo de Madrid, por aquel entonces "una de las calles más transitadas de la ciudad", según dejó escrito Benito Pérez Galdós. En ella se encontraba también la elegante fonda y café La Fontana de Oro, que en 1843 pasaría a manos de otro emprendedor e imaginativo empresario francés, Casimir Monier, que concentró en un solo establecimiento sus recientes negocios de baños, librería y fonda.
La nueva pastelería «Lhardy» de Émile Huguenin se instaló en la manzana 207, según la planimetría de Carlos III, en esta Carrera de San Jerónimo que en aquel momento no tenía más de cincuenta casas y que hasta 1848 no sería adoquinada.
Distintos testimonios aseguran que las fondas madrileñas a comienzos del siglo XIX no ofrecían buenas comidas para los gustos extranjeros, e incluso para muchos paisanos, como en más de una ocasión dejó escrito Larra; en opinión del agudo escritor romántico, la oferta gastronómica era mala y el servicio pésimo: «un mozo para cada sala y una sala para cada veinte mesas». Se debe recordar que entre los madrileños del siglo XVIII no había costumbre de asistir a las fondas a comer, y que las comidas que se servían en ellas, bien aliñadas con aceite y ajo, no eran del gusto de los visitantes extranjeros que visitaban la Corte. De ahí que, para el viajero internacional, la apertura de Lhardy supusiera una alternativa interesante, por no decir casi única. Otro hallazgo empresarial de Lhardy fue la opción de servir a domicilio.
Desde el principio, el repostero francés mostró un carácter enérgico y afable que hizo que la pastelería tuviera buena aceptación. Dicho con palabras de Galdós, Lhardy vino a Madrid a "poner corbata blanca a los bollos de tahona". Fueron populares sus petit-choux, los éclairs, las mille-feuilles y de igual forma los brioches y cruasanes.

### Los primeros años: fama

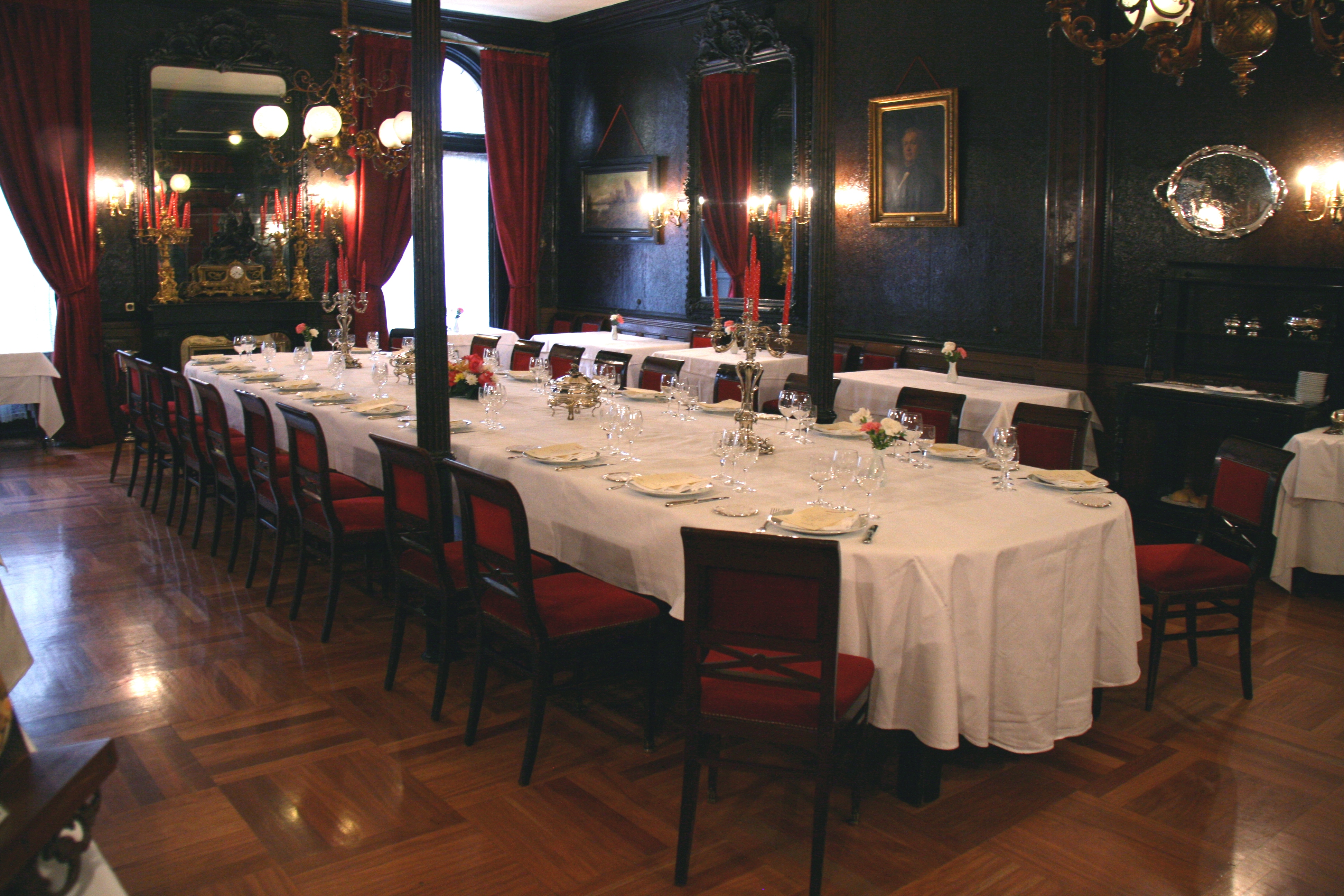
Salón isabelino (primer piso).

El acontecimiento que lanzó fama a Emilio Lhardy fue la organización del banquete del bautizo del hijo primogénito de José de Salamanca y Mayol (Marqués de Salamanca) en 1841. Este evento hace que ya Mesonero Romanos le cite en 1844 en una edición posterior de Manual de Madrid. La etapa de fama inicial le uniría al marqués de Salamanca. Algunas anécdotas relacionan a Emilio con el marqués, una de las más sonadas fue durante la Nochebuena de 1846 cuando siete escritores bohemios (desconocidos en aquel entonces) son invitados generosamente por el marqués en el restaurante de Lhardy.
No todas las voces apuntan a la excelencia en los comienzos como restaurante. Alexandre Dumas, que visita Madrid en su periplo hacia Cádiz se sienta a sus mesas (quizás por consejo de Monier); denomina al lugar Casa Lardi, y su opinión del lugar es completamente neutra.
En 1847 ya figura en el Diccionario geográfico-estadístico-histórico de España de Pascual Madoz dentro de la enumeración de las fondas madrileñas. El 20 de agosto de ese año nace el que será sucesor de Emilio, Agustín Lhardy. Educado en Francia, este pintor y grabador expone por primera vez en la Platería Martínez.

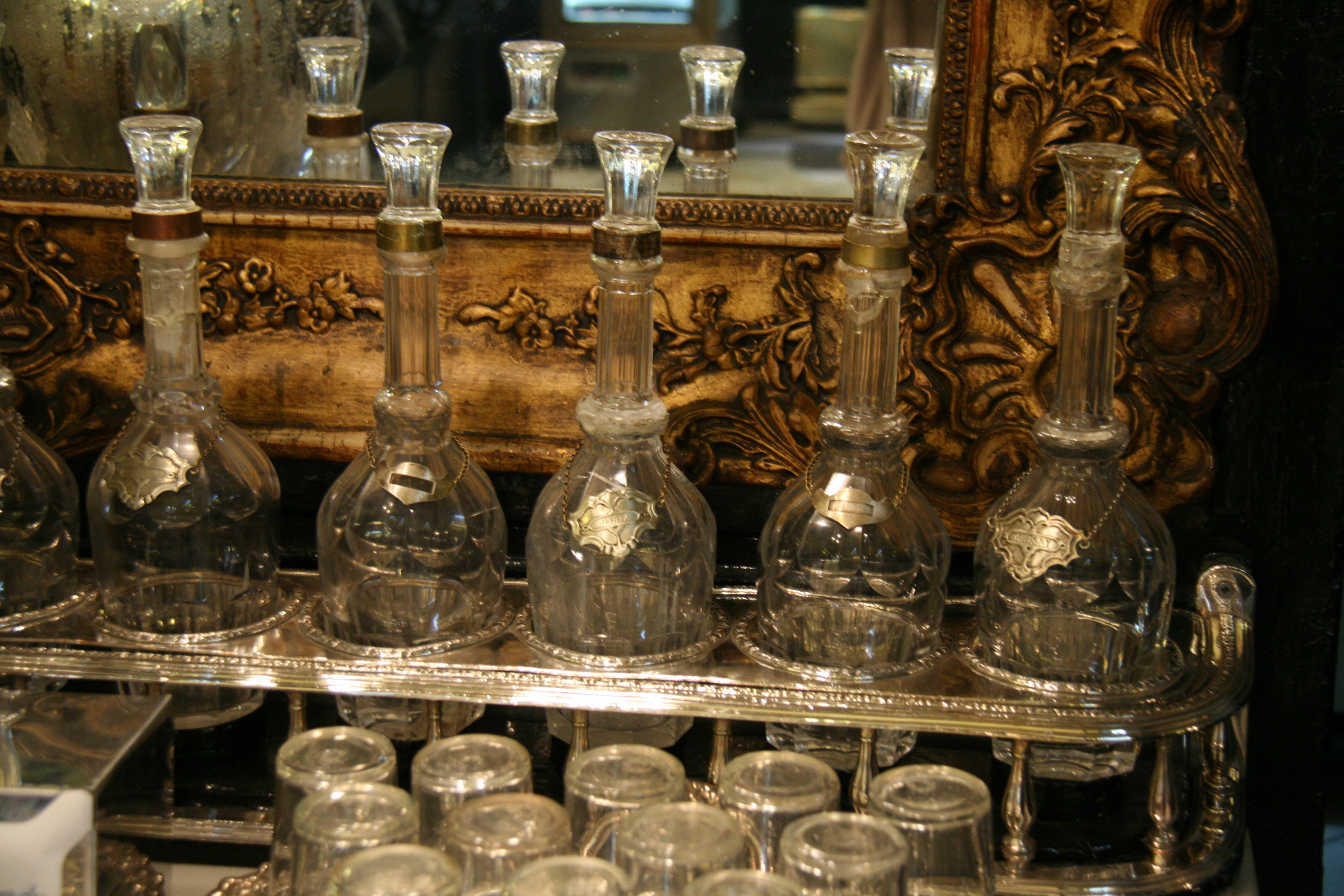
Limetas junto al espejo isabelino.

Al cobrar importancia el restaurante, poco a poco personajes famosos de la época se disputaban por asistir a sus mesas. Se celebraban reuniones importantes y en la mayoría de los casos los precios por cada plato eran altos. Esto hace que el satírico Manuel del Palacio componga y publique en la revista Gil Blas esta quintilla satírica sobre Lhardy:

El que en su tienda repara

en apetito se enciende

y la vista no separa;

por eso lo que nos vende

cuesta un ojo de la cara.

Existieron más sátiras respecto de los precios, como la de Ángel María Segovia.
Ejemplos de estas cenas y almuerzos festivos son:
- Ramón de Campoamor en 1853 celebra ser elegido gobernador de Castellón;
- José de Salamanca en 1865 con motivo de la inauguración del barrio madrileño que lleva su nombre (Barrio de Salamanca);
- El editor Miguel Guijarro en 1872 celebra el éxito de la edición de Las mujeres españolas, portuguesas y americanas;
- Los corredores de comercio de Madrid celebraron el año nuevo de 1876;
- El homenaje, ese mismo año, a la princesa Ratazzi ofrecido por Castelar;[13]
- El Ayuntamiento de Madrid en 1881 conmemora el segundo centenario de Calderón de la Barca;
- José Abascal y Carredano, en el año 1882 alcalde de Madrid, invita a los ministros de la Corona a cenar en Lhardy;
- El tenor Julián Gayarre, en 1885, es invitado a comer por los representantes de «Astilleros Españoles».

Entre los servicios de cáterin más famosos de finales del siglo XIX figuran: la inauguración del Palacio del Marqués de Salamanca en el paseo de Recoletos en 1858; la inauguración del tramo ferroviario de Aranjuez–Alicante; de la misma forma celebró en 1871 el banquete inaugural de los tranvías en Madrid; el almuerzo ofrecido el 6 de junio de 1880 a los reyes Alfonso XII y su esposa María Cristina en el Salón de Concilios del Palacio arzobispal de Alcalá de Henares.
La fama fue creciendo de tal forma que Fernández de los Ríos le menciona en su obra Guía de Madrid (1976) en una cacería regia en las Tablas de Daimiel en 1885.
Poco antes de acabar el siglo XIX Lhardy hizo una reforma del local que dejó en manos del decorador Rafael Guerrero (encargado también de la reforma del Café Suizo). Las reformas pusieron la tienda al estilo de moda en la época (la fachada exterior de caoba de Cuba, etc.). En esta reforma se creó el dinner Lhardy y el servicio de consommé.
En esta época el hijo de Emilio, Agustín Lhardy Garrigues, se empieza a hacer cargo de las gestiones del restaurante, compagina estas labores con su profesión de pintor. Se dedica por completo al restaurante al fallecer su padre en 1887. Ese mismo año el restaurante se convierte en una sociedad de responsabilidad limitada.
También en esa época el tratadista gastronómico Mariano Pardo de Figueroa (Doctor Thebussem) visita Madrid y lo menciona en uno de sus libros (La mesa moderna) elogiando el servicio.
Agustín da un aire alegre al servicio; se deja retratar como cocinero en una mesa con su amigo Mariano de Cavia, Ramón Cilla le caricaturizó en la revista Madrid Cómico. Existen versos satíricos de Dionisio Pérez Gutiérrez alusivos a la afición por la pintura de Agustín Lhardy:

Perdona si soy sincero,

mas te metiste a pintor,

y ¡claro es! a lo mejor

pues resultas repostero.

Conque deja los pinceles,

y prestarás un servicio

al arte. Vuelve a tu oficio.

¡Pastelero a tus pasteles!
Dionisio Pérez («Doctor Tirteafuera»)

Agustín continúa el negocio de cáterin en un vagón restaurante, en el año 1890, en la línea Madrid-Bilbao (años después de la aventura similar en Estados Unidos con la Fred Harvey Company).
El restaurante es centro de la vida social madrileña y Blanco y Negro del 23 de mayo de 1896 publica un artículo titulado «En casa de Lhardy» donde puede verse la composición de la tienda y del restaurante. En 1898 Lhardy firma un contrato con los padres benedictinos para comercializar en exclusiva la marca de chocolate sevillana denominada: R.R. Padres Benedictinos —por «Reverendos Padres Benedictinos»—.

### Comienzos delsigloXX, con Agustín Lhardy

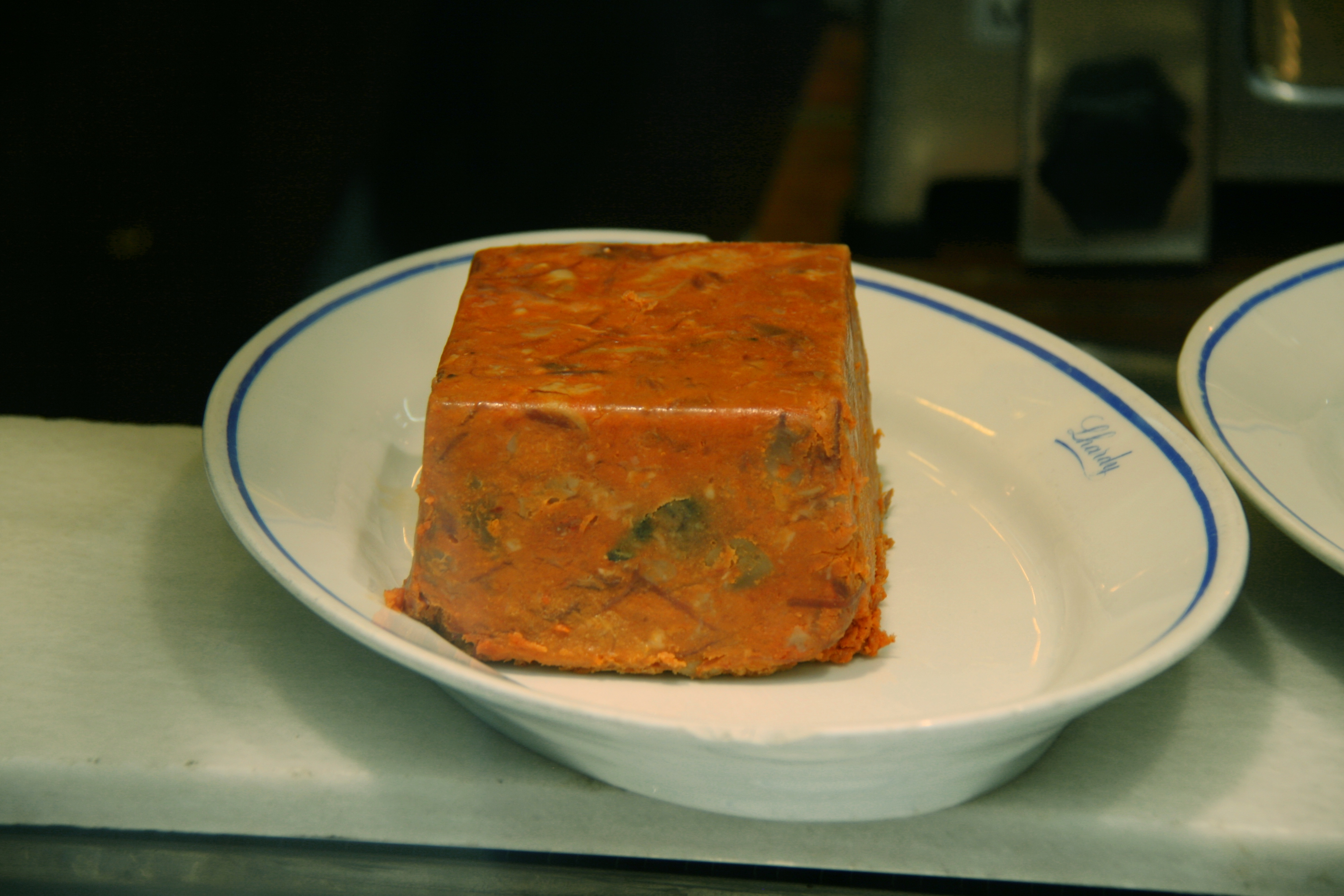
Porción gelatificada de callos a la madrileña.

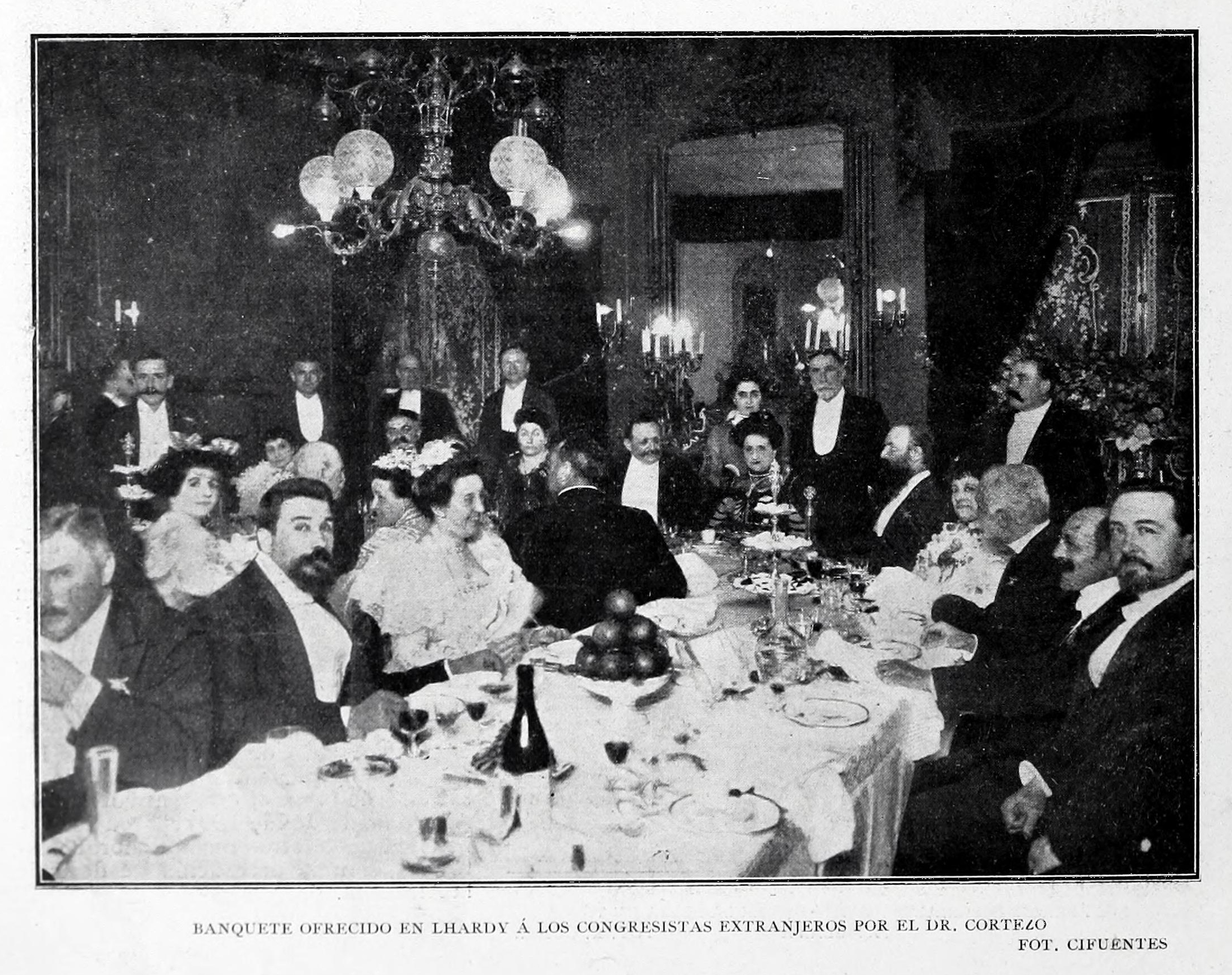
Banquete ofrecido por el doctor Cortezo (Blanco y Negro, 25 de abril de 1903)

El siglo XX empieza con Agustín Lhardy a cargo de la gestión del restaurante. Renombrados gastrónomos de la época, como Manuel María Puga y Parga (conocido por su seudónimo Picadillo) o Ángel Muro, hacen alabanza de la cocina de Lhardy. El último alaba sus callos a la madrileña en la obra El practicón y proporciona recetas de varios de sus platos: pollo del maestro, faisán, perdices encebolladas, macaroni de la Pulla y gachas manchegas.
Agustín instaló el alumbrado eléctrico en 1906 en su tienda dejando la instalación de gas con propósitos decorativos. En 1909 se aprueba, siendo ministro de fomento Augusto González Besada, que Lhardy sea una marca registrada.
Las comidas y celebraciones que realizaba su padre continúan en el local. Así:
- Se despiden del siglo XIX con una cena ofrecida por el doctor Cortezo a los médicos madrileños.
- En 1901 patrocinado en el restaurante se decide crear la Sociedad Filarmónica de Madrid.
- El presidente de las Cortes, Moret, decide abrir unos almuerzos dominicales para obsequiar a quince diputados.
- El escultor Mariano Benlliure en 1906 al instalarse en Madrid ofrece una cena a su colega Miguel Blay.
- La actriz, Consuelo Bello, conocida como la Fornarina, frecuenta durante las cenas el restaurante.
- El experto culinario Adolfo Solichón publica en 1900 un libro de cocina titulado «El Arte Culinario» en el que el autor se declara discípulo de la casa Lhardy.[20]

### Tras el fallecimiento de Agustín Lhardy
La muerte de Agustín Lhardy el 3 de abril de 1918 hace que pase el negocio a su hijo político Adolfo Temes Nieto. La situación es complicada debido a la situación de España durante la Primera Guerra Mundial y al número creciente de restaurantes que empiezan a hacer la competencia a Lhardy. A pesar de ello, Adolfo Temes se decanta por mantener el estilo anterior y continua en el estilo de los anteriores dueños. Continúan las cenas y almuerzos de celebración: múltiples veces fue agasajado Jacinto Benavente en sus salones; autores como Gustavo Morales dejan constancia de estos eventos en su obra; Ramón Gómez de la Serna es agasajado en 1923 y la celebración coincide con otra en El Oro del Rhin; Miguel Primo de Rivera el 3 de diciembre de 1929 ofrece una cena a los miembros de su gobierno...
La hija de Agustín, doña Emilia Lhardy, casada con el inspector de Hacienda Adolfo Temes, heredó el negocio salvaguardando glorias y lustres del restaurante, pero dada la entonces poco tolerada presencia laboral de la mujer en un ambiente colmado de políticos, toreros, periodistas y académicos, la heredera prefirió que Lhardy pasara en 1926 a algunos de sus empleados. El jefe de pastelería Ambrosio Aguado Omaña hace sociedad con el jefe de cocina (cuñado del anterior) Antonio Feito Pérez y en 1926 deciden comprar el local a la nieta de Emilio. La popularidad de Feito era tal que a comienzos del siglo XX aparece anunciando aceites de oliva en las secciones de anuncios de algunos periódicos de gran tirada en la época.
El 20 de marzo de 1930 se le concede a Frutos García (uno de los socios de Lhardy S.L.) regentar un establecimiento de hostelería en el Real Madrid C. F. situado por aquel entonces en el Campo del Madrid (en el viejo camino de Chamartín).
Poco hay documentado de Lhardy durante la guerra civil española. Cuando las restricciones de comida fueron evidentes, el restaurante permaneció cerrado, la tienda vendía pasas, higos y vino. Se sabe que una bomba de aviación cayó en la calle de los Jerónimos y produjo serios desperfectos en el edificio, incluso estropeó los cristales de las vitrinas. Una anécdota acerca de un miliciano que requisó una botella de Château d'Yquem en la cava de Lhardy y que «la repudió por ser el peor vino que había probado».
Al acabar la contienda el restaurante se abrió y poco a poco fue cobrando normalidad. Se comienza de nuevo con las cenas famosas, entre ellas se encuentra la humorada que hicieron varios artistas despidiendo el año 1943 en una cena que denominaron jocosamente «fin de siglo» con evocaciones románticas al siglo XIX. En 1947 aparece la Biografía de Lhardy, de Julia Mélida. Francisco Umbral menciona: 

"Unos conspiran en las tabernas y otros conspiran en Lhardy. Se empieza en los tabernáculos obreros de Vallecas y se acaba dando una cena en Lhardy, porque todo el secreto de la vida nacional está en saltar de la taberna obrerista a Lhardy".

A finales del siglo XX, tras más de siglo y medio de existencia, estaba considerado como un espacio con solera que ha contemplado parte de la Historia de España y de Madrid. Como restaurante ha sido alabado por los mejores críticos gastronómicos y aparece mencionado en numerosas obras literarias de los siglos XIX y XX. El escritor del 98, Azorín sentenció:

No podemos imaginar Madrid sin Lhardy.

### Hacia elsigloXXI
A comienzos del siglo XXI Lhardy está dirigido por Milagros Novo Feito y Javier Pagola Aguado, manteniendo así la tradición familiar y uniendo los apellidos Aguado y Feito al restaurante.
Lhardy abre una sucursal en el restaurado Mercado de San Miguel en 2009; en este nuevo local ofrece parte de sus especialidades de la tienda la Carrera de San Jerónimo. El restaurante sigue siendo lugar de reunión y de negocios, mantiene su aire romántico en los salones y escaleras. En otoño de 2009 se ve afectado por un pequeño incendio en tres de las salas de reuniones, a pesar de ello, tras hacer algunas reformas abre a finales de año.[cita requerida]
Durante la pandemia de COVID-19, debido a las restricciones de aforo para asegurar la distancia social, la facturación de Lhardy cayó un 70 %. Esto provocó que, en marzo de 2021, Lhardy presentase el preconcurso de acreedores. En mayo del mismo año, Lhardy fue adquirido por Pescaderías Coruñesas.

## Características

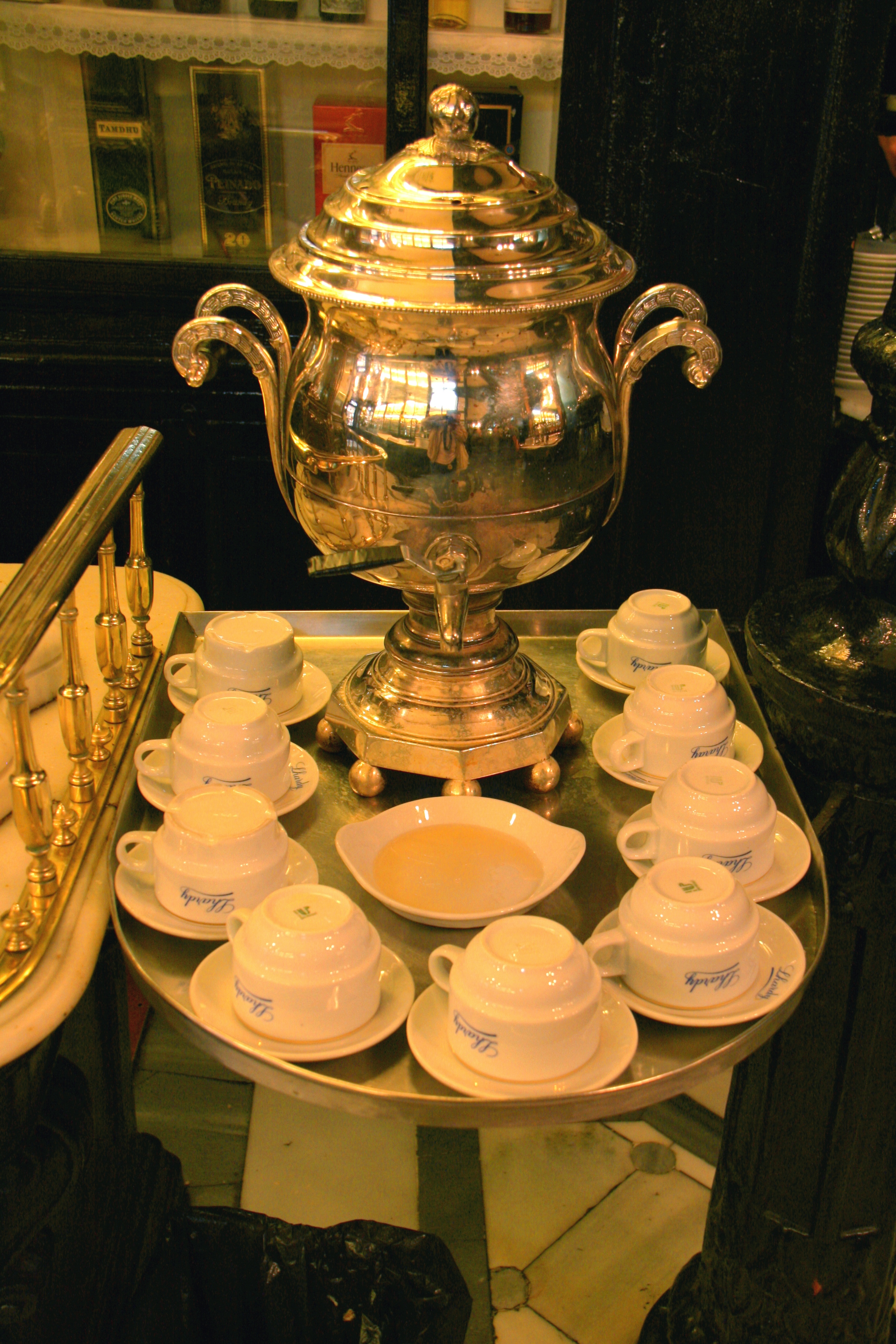
Samovar.

Posee una tienda y un restaurante. Es famoso desde hace décadas el consomé que ofrece en un samovar de plata (tradición introducida en el local en el año 1885). El restaurante posee seis salas decoradas al gusto del siglo XIX y comienzos del XX.
Algunos autores alaban su cocido madrileño. De Lhardy salieron en su época algunos pasteles con nombre francés como: petits choux, los éclairs, diversos hojaldres, los esponjados savarins (aromatizados de ron o kirsch), así como tartas. En la zona de charcutería y de fiambres se ofrece pavo trufado, roastbeef, lengua escarlata, pasteles de hígado (de perdiz, de liebre, etc.) guarnecidos de huevo hilado, aspics, la poularde demi deuil, etc. El lenguado al vino blanco ha llevado lejos su prestigio y en algunas cartas francesas lo denominan "Lenguado Lhardy".
Su adhesión a la cocina madrileña (con remiscencias de cocina francesa) hace que se tengan mención especial dentro de los más afamados críticos, el cocido madrileño (servido a los «tres vuelcos») que ha venido a denominarse con el tiempo «cocido de Lhardy», y los callos a la madrileña. Aunque de menor popularidad, destacan las trucha escabechada. y la exclusiva bodega con gran variedad de vinos de España y de otras partes del mundo.
Los salones que posee Lhardy se distribuyen en dos plantas, en la primera está el Salón isabelino (decorado con cuadros de Agustín Lhardy) y el famoso Salón japonés de pequeñas dimensiones que debe su nombre a las telas de sus paredes y a las lámparas que lo decoran. En la segunda planta se encuentran los salones Sarasate, Gayarre y Tamberlick.